# Relations entre la Guinée et Israël
Les relations entre la Guinée et Israël font référence aux relations actuelles et historiques entre la république de Guinée et l'Israël.

## Histoire
Israël a eu des relations diplomatiques avec la Guinée avant l'indépendance en 1958.
En 1967, la Guinée fut le premier à rompre ses relations avec Jérusalem après la guerre des 6 jours en 1967.
En marge de sa visite en Afrique de l'Est, le premier ministre Benjamin Netanyahu s’était entretenu au téléphone avec Alpha Condé avant de parvenir a une reprise des relations en juin 2016.
En août 2016, le ministre israélien des affaires étrangères Dore Gold (en) était en visite a Conakry pour discuter sur une éventuelle échanges d'ambassadeurs entre les deux nations .
En janvier 2020, l'ambassadeur non résident Roï Rosenblit a présente ses lettres de créances au président Alpha Condé

## Relations commerciales

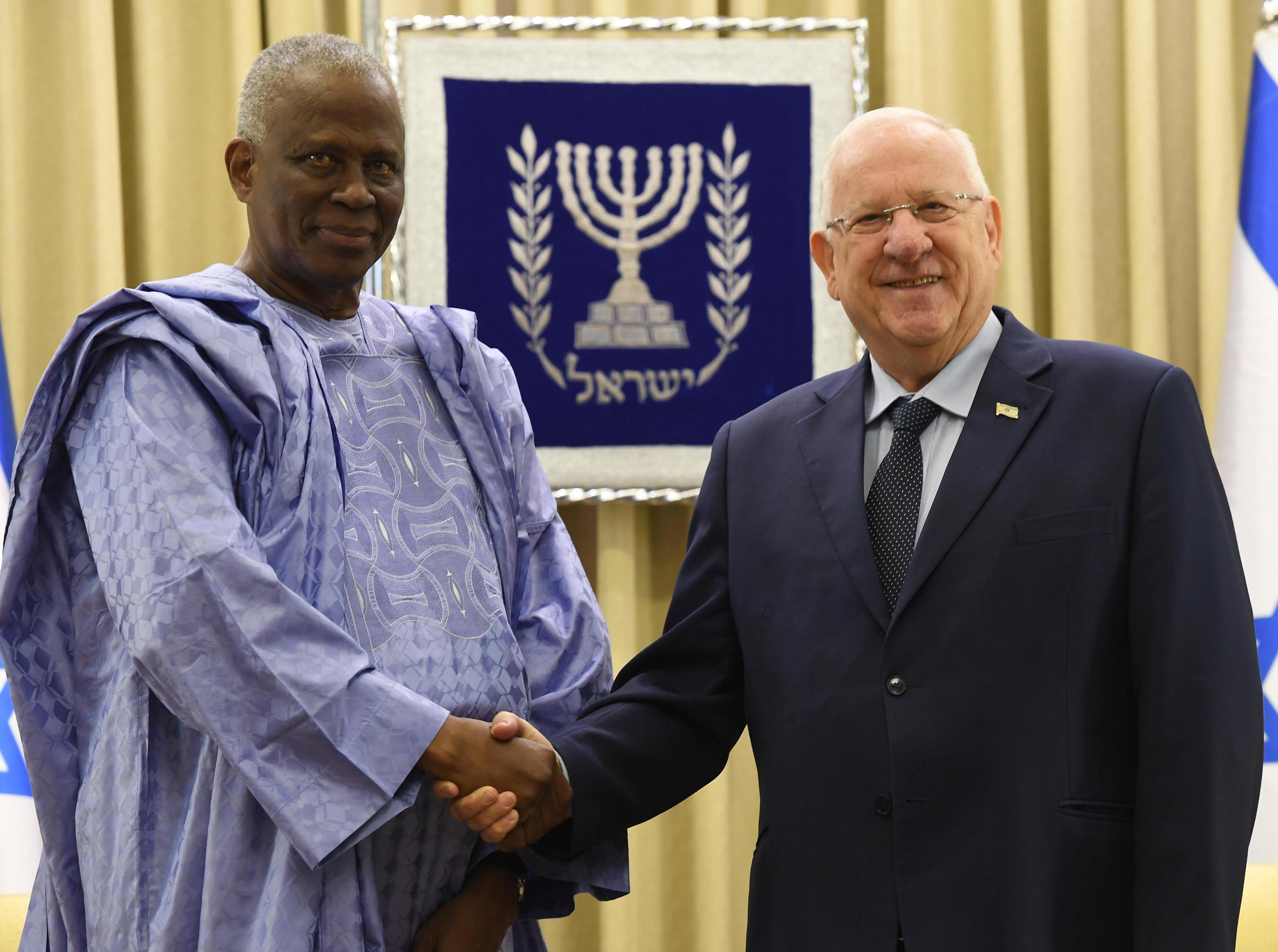
Le président israélien Reuven Rivlin et l'ambassadeur de Guinée en Israël

Israël a exporté un total de 4,13 millions de dollars EU vers la Guinée en 2014, principalement des produits électroniques et des matières premières,  tandis que les exportations de la Guinée vers Israël ont totalisé 6,95 millions de dollars EU, presque exclusivement des diamants bruts.  En 2015, Israël n'a pas importé de diamants de Guinée, ce qui a ramené les importations à environ 23 000 dollars EU.  Les exportations d'Israël vers la Guinée ont totalisé 3,66 millions de dollars EU cette année-là. 

## Voir également
- Relations extérieures de la Guinée
- Relations extérieures d'Israël
- Économie d'Israël